# Dhiminió
Dhiminió (Diminio) är en ort i Grekland.   Den ligger i prefekturen Nomós Korinthías och regionen Peloponnesos, i den sydöstra delen av landet, 90 km väster om huvudstaden Aten. Dhiminió ligger 28 meter över havet och antalet invånare är 457.
Terrängen runt Dhiminió är kuperad åt sydväst. Havet är nära Dhiminió åt nordost. Runt Dhiminió är det ganska tätbefolkat, med 96 invånare per kvadratkilometer. Närmaste större samhälle är Kiáto, 3,8 km sydost om Dhiminió. Trakten runt Dhiminió består till största delen av jordbruksmark.